# Epipactis provincialis
Epipactis provincialis là một loài thực vật có hoa trong họ Lan. Loài này được Aubenas & Robatsch mô tả khoa học đầu tiên năm 1996.